# Martín González (Fußballspieler, 1994)
Martín González, vollständiger Name Richard Martín González Lemos, (* 6. Juli 1994) ist ein uruguayischer Fußballspieler.

## Karriere
Defensivakteur González stand mindestens seit der Apertura 2014 im Kader des Zweitligisten Canadian Soccer Club. Dort absolvierte er in der Saison 2014/15 26 Einsätze (kein Tor) in der Segunda División. Anfang Juli 2015 wechselte er zum Erstligisten Club Atlético Rentistas. In der Spielzeit 2015/16 wurde er in 16 Erstligaspielen eingesetzt und schoss ein Tor. Im Juli 2016 schloss er sich Centro Atlético Fénix an.